# Köttlitz (Mühlberg/Elbe)

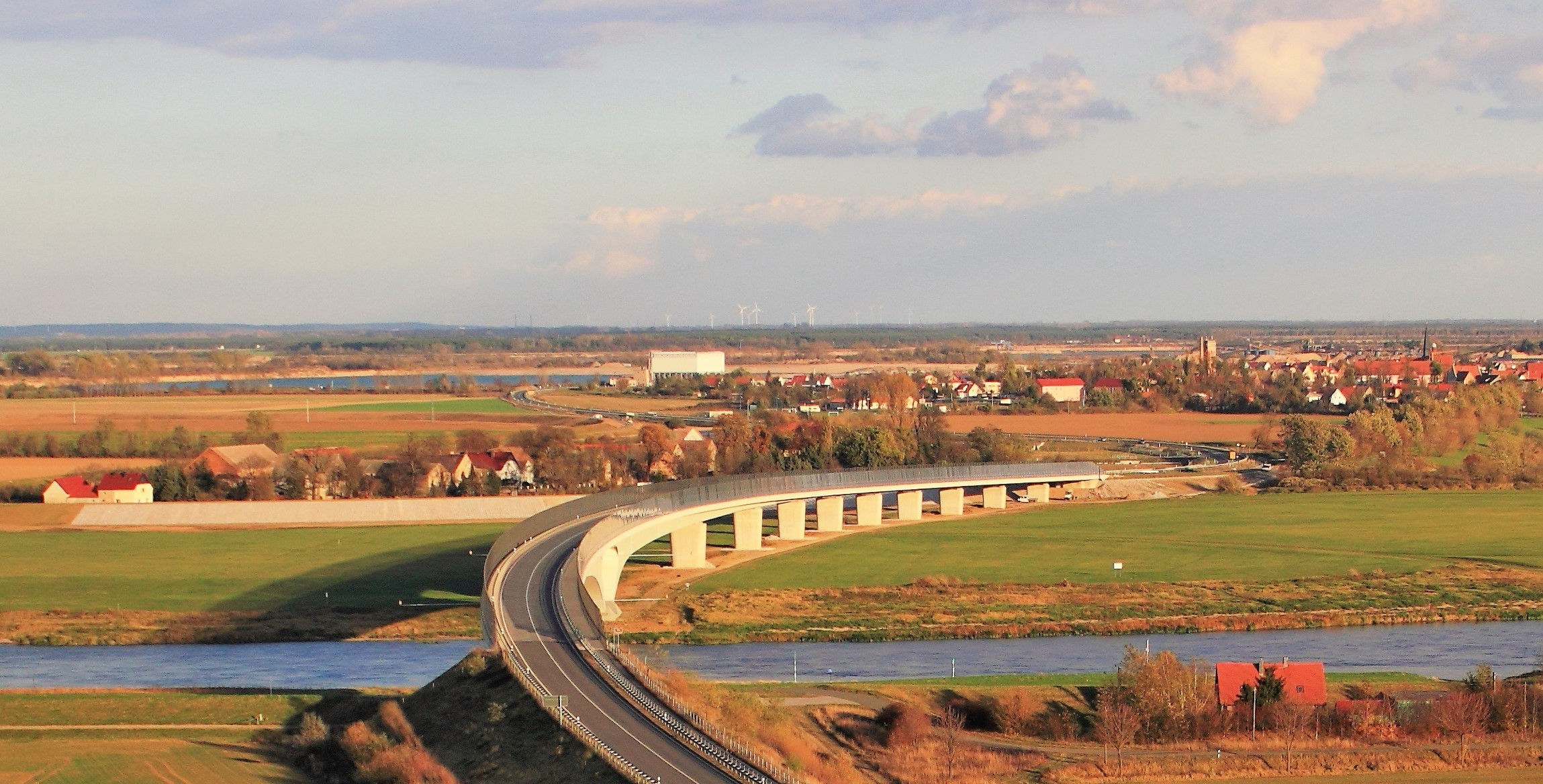
Blick auf die linkerhand der Elbebrücke zu sehende Köttlitzer Ortslage

Köttlitz ist ein Gemeindeteil in der südbrandenburgischen Kleinstadt Mühlberg/Elbe im Landkreis Elbe-Elster. Der Ort befindet sich nordwestlich des Stadtkerns unmittelbar an der Landesstraße 66. Seit 2008 verbindet hier die Elbebrücke Mühlberg Brandenburg mit Sachsen.

## Geschichte

### Ortsgeschichte

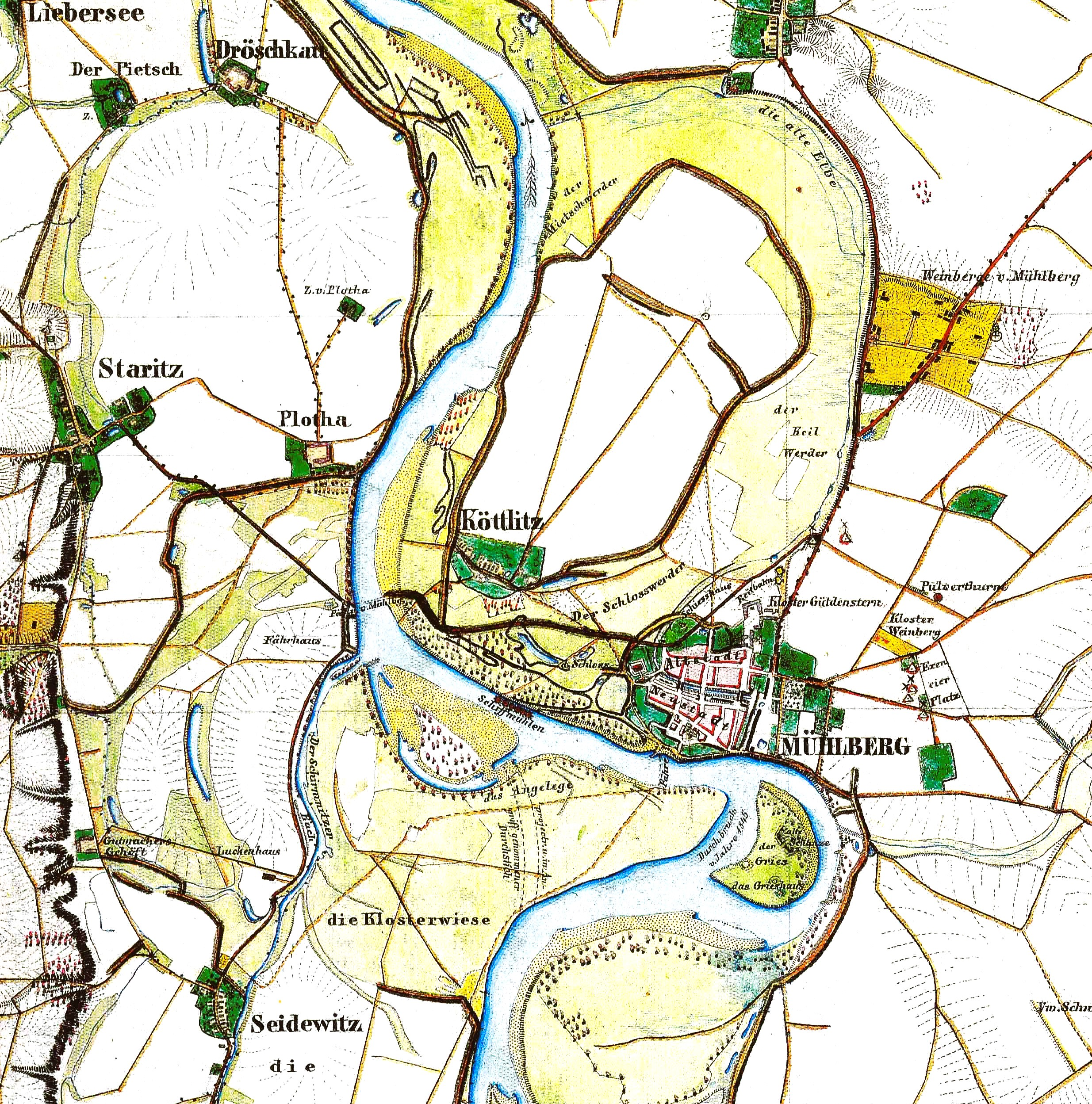
Köttlitz auf einem Urmesstischblatt von 1847

Köttlitz auf einer geschichtlichen Karte des Kreises Liebenwerda (1910)

Köttlitz wurde urkundlich erstmals im Jahre 1251 als Coteliz in einer Urkunde des Wettiner Markgrafen Heinrich des Erlauchten (1221–1288) erwähnt, in welcher er dem von ihm gegründeten Zisterzienserinnenkloster in Grimma (später Marienthron bei Nimbschen) unter anderem dessen Einkünfte und Besitzungen bestätigt. Ihren Kirchenzehnten hatten die Einwohner des Ortes in jener Zeit nach Altbelgern zu entrichten. Des Weiteren bezog auch das Kloster Marienstern in Mühlberg Einnahmen aus Köttlitz.
Der Ortsname ist slawischen Ursprungs und bedeutet so viel wie Ort, wo Leute eines Mannes namens Chotel wohnen, oder kesselförmige Vertiefung. Weitere Ortsnamensformen waren: Chotheliz (1253), Kottelitz (1314, 1550), Kotelitz (1328), Cottelitz (1443) und Catelitz (1486). Im Jahre 1550 taucht der Ort schließlich erstmals unter dem heutigen Namen Köttlitz auf.
Im 1819 erschienenen Band 5 des Vollständigen Staats-, Post- und Zeitungs-Lexikons von Sachsen von August Schumann wird berichtet, dass Köttlitz zu jener Zeit 22,5 Hufen Land und 140 Einwohner besaß. Zum Ort sollen die 12,5 Hufen umfassende wüste Mark Lucke (Luckowe) und der Lehnwerder gehört haben. Streit um die Lucke, deren Name aus dem Wendischen kommt und Wiese bedeutet, gab es in der Mitte des 16. Jahrhunderts mit Martin von Miltitz auf Riesa. Im Jahre 1568 wurde dieser allerdings von einem Appellationsgericht beigelegt.
Der Kleinleipischer Heimatforscher Otto Bornschein (1866–1936) schrieb in seinem 1929 in zweiter Auflage erschienenen Werk „Heimatkunde für den Kreis Liebenwerda“, dass um 1298 urkundlich ein Ritter von Kethelitz erwähnt wird. Zum Ort gehörten Bornschein und Schumann nach durch Vererbung seit 1559 auch nordwestlich der Ortslage gelegene Fluren zwischen Plotha und Dröschkau, die ursprünglich der wüsten Mark Barig (Baurick, Bawerick) zugehörig waren und welche durch die späteren Veränderungen des Flussverlaufs der Elbe durch den Fluss räumlich vom Ort getrennt wurden. Seither ist die Köttlitzer Ortslage östlich der Elbe gelegen. In einem Kirchenvisitationsprotokoll aus dem Jahre 1575 wurde außerdem erwähnt, dass die Einwohner von Köttlitz wendisch gewesen waren und in katholischer Zeit zur Kirche in Altbelgern gingen. Der dortige Pfarrer war demnach wohl der wendischen Sprache mächtig.
Infolge der Bestimmungen des Wiener Kongresses und der damit verbundenen Teilung Sachsens war das zu jener Zeit dem Amt Mühlberg zugehörige Köttlitz nach den Befreiungskriegen vom Königreich Sachsen an Preußen gefallen und wurde nun Bestandteil des neugebildeten Kreises Liebenwerda. Im 1885 erschienenen Gemeindelexikon für das Königreich Preußen wird die Fläche des Ortes mit 295 Hektar angegeben, davon 153 Hektar Ackerland, 78 Hektar Wiesen und 7 Hektar Holzungen. Standesamtlich gehörte der Ort zu jener Zeit nach Mühlberg. Außerdem war er dem Amtsbezirk Fichtenberg zugeordnet. Im Jahre 1929 hatte Köttlitz 88 Einwohner, welche nach Mühlberg eingepfarrt und eingeschult waren.
Am 1. April 1940 wurde Köttlitz in die Stadt Mühlberg/Elbe eingemeindet und ist seither Orts- bzw. Gemeindeteil von Stadt. Als solcher kam es im Jahre 1952 im Rahmen einer Kreisreform in der DDR zum Kreis Bad Liebenwerda, der 1993 im Landkreis Elbe-Elster aufging.

### Einwohnerentwicklung
| Jahr | Einwohner |
| ---- | --------- |
| 1821 | 087       |
| 1843 | 0109      |

| Jahr | Einwohner |
| ---- | --------- |
| 1854 | 0119      |
| 1867 | 079       |

| Jahr | Einwohner |
| ---- | --------- |
| 1875 | 080       |
| 1890 | 080       |

| Jahr | Einwohner |
| ---- | --------- |
| 1905 | 069       |
| 1910 | 080       |

| Jahr | Einwohner |
| ---- | --------- |
| 1925 | 088       |
| 1933 | 085       |

| Jahr | Einwohner |
| ---- | --------- |
| 1939 | 081       |
|      | 0         |

### Elbeübergang Köttlitz – Staritz

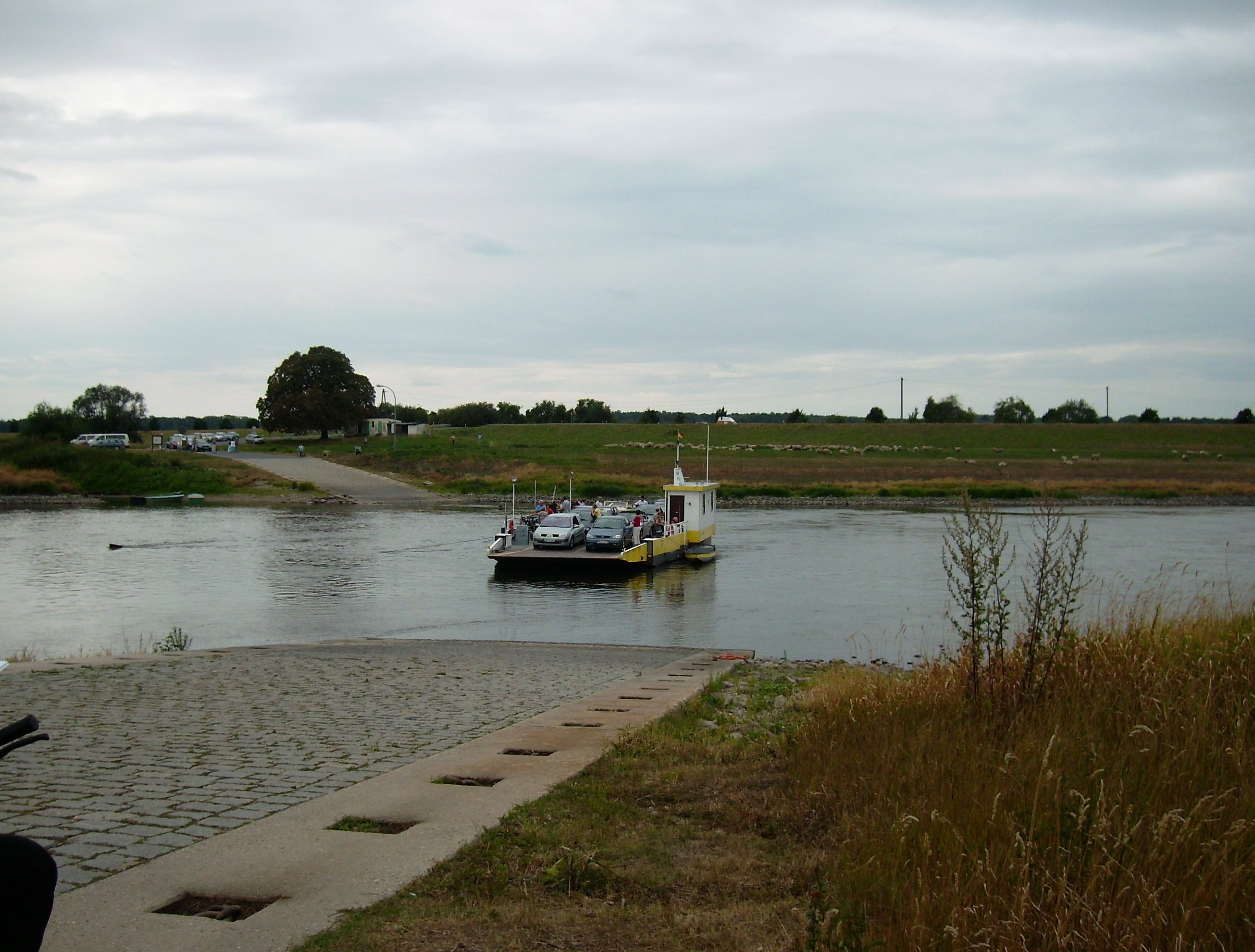
Fähre Mühlberg (2008)

Nachdem es bereits in den 1920er Jahren in Mühlberg Bestrebungen gab, bei der Stadt eine Elbebrücke zu bauen, und dafür sogar eigens ein Brückenbauverein gegründet wurde, dem auch ein erster Brückenentwurf folgte, wurde ein entsprechendes Bauwerk erst nach der deutschen Wiedervereinigung in den Jahren 2005 bis 2008 realisiert. Die im Jahre 2010 mit dem Deutschen Brückenbaupreis ausgezeichnete 690 Meter lange Konstruktion führt in Köttlitz über den Fluss, wobei der östliche Brückenkopf unmittelbar südlich der Köttlitzer Ortslage beginnt.
Seit dem Mittelalter konnte man bei Köttlitz mit der Fähre Mühlberg die Elbe überqueren. Über 200 Jahre lang war sie eine Gierseilfähre, zeitweise die einzige Gierseilfähre in Brandenburg. Nachdem am 22. Dezember 2008 die Elbebrücke für den Verkehr freigegeben worden war, wurde die Gierseilfähre schließlich außer Dienst gestellt. Der letzte Mühlberger Fährmann hieß Klaus Lehmann. Zuletzt hatte die Köttlitzer Fähre pro Jahr über 20.000 PKW und fast 22.000 Radfahrer über die Elbe gesetzt. 2013 wurde das Mühlberger Fährschiff, welches erst 1997 in Dresden-Laubegast gebaut wurde und damals 890.594 D-Mark kostete, in den Historischen Hafen Berlin überführt. Das Fährschiff war ursprünglich schon nach Polen verkauft worden, wurde aber nie abgeholt. Für 1000 Euro erwarb das Schiff schließlich der Verein Berlin-Brandenburgische-Schiffahrtgesellschaft.
Die am Flusskilometer 127,90 befindliche historische Fährstelle, bestehend aus Gierponte, zwei Fährrampen und einer Gierseilanlage, steht seit 2008 unter Denkmalschutz.

## Kultur und Sehenswürdigkeiten
In Köttlitz sind neben den alten Fähranlagen einige weitere Baudenkmäler zu finden. So steht auf dem Grundstück Elbaue 1 eine historische Schänke unter Denkmalschutz. Datiert wird das Gebäude auf das 18. Jahrhundert. Auf dem Nachbargrundstück Elbaue 2 wird die aus dem 19. Jahrhundert stammende straßenseitige Einfriedung eines Gehöfts als Baudenkmal geführt und auf dem Grundstück Elbaue 4 steht eine ebenfalls aus dem 19. Jahrhundert stammende Kumthalle unter Denkmalschutz.

## Persönlichkeiten
- Johann Carl Friedrich Köppe (1755–?), Arzt.

Der Mediziner wurde in Köttlitz als Sohn des Landpächters Johnann Christoph Köppe geboren, besuchte die Schule in Torgau und seit 1769 die Fürstenschule Meißen. Er studierte in Leipzig Heilkunde und war hier schließlich im Jahre 1781 Respondent. Köppe verfasste mehrere medizinische Schriften.
- Gottfried Friedrich Hubrig (1840–1892), Missionar.

Hubrig wurde am 12. August 1840 in Köttlitz geboren. Im Jahre 1866 wurde er erstmals als Missionar tätig, indem er vom Berliner Hauptverein für China nach China entsandt wurde, um den dortigen Missionar Hanspach als Gehilfe zu unterstützen. In den Jahren 1873 bis 1882 war er in China für die Rheinische Missionsgesellschaft und anschließend für die Berliner Missionsgesellschaft tätig. Er wirkte an verschiedenen Orten und war zuletzt an der Missionsschule in Guangzhou als Leiter tätig. Außerdem war er hier Konferenzvorsteher. Er starb am 4. September 1892 in Goslar.